# Psyllaephagus iwayaensis
Psyllaephagus iwayaensis är en stekelart som beskrevs av Ishii 1928. Psyllaephagus iwayaensis ingår i släktet Psyllaephagus och familjen sköldlussteklar. Inga underarter finns listade i Catalogue of Life.